# Geumwang-eup
Geumwang-eup (koreanska: 금왕읍) är en köping i kommunen Eumseong-gun i provinsen Norra Chungcheong i den centrala delen av Sydkorea, 80 km sydost om huvudstaden Seoul.